# Anzor Kiknadze
Anzor Kiknadze, né le 26 mars 1934 à Badiauri et mort le 17 novembre 1977 à Tbilissi, est un judoka soviétique. Il est le meilleur judoka soviétique des années 1960.

## Palmarès international
| Année | Compétition           | Lieu           | Résultat | Catégorie         |
| ----- | --------------------- | -------------- | -------- | ----------------- |
| 1964  | Jeux olympiques       | Tokyo          | 3e       | Plus de 80 kg     |
| 1965  | Championnats du monde | Rio de Janeiro | 3e       | Toutes catégories |
| 1966  | Championnats d'Europe | Luxembourg     | 1er      | Toutes catégories |
| 1967  | Championnats d'Europe | Rome           | 2e       | Toutes catégories |
| 1967  | Championnats du monde | Salt Lake City | 3e       | Plus de 93 kg     |
| 1968  | Championnats d'Europe | Lausanne       | 2e       | Plus de 93 kg     |